# Metallaro

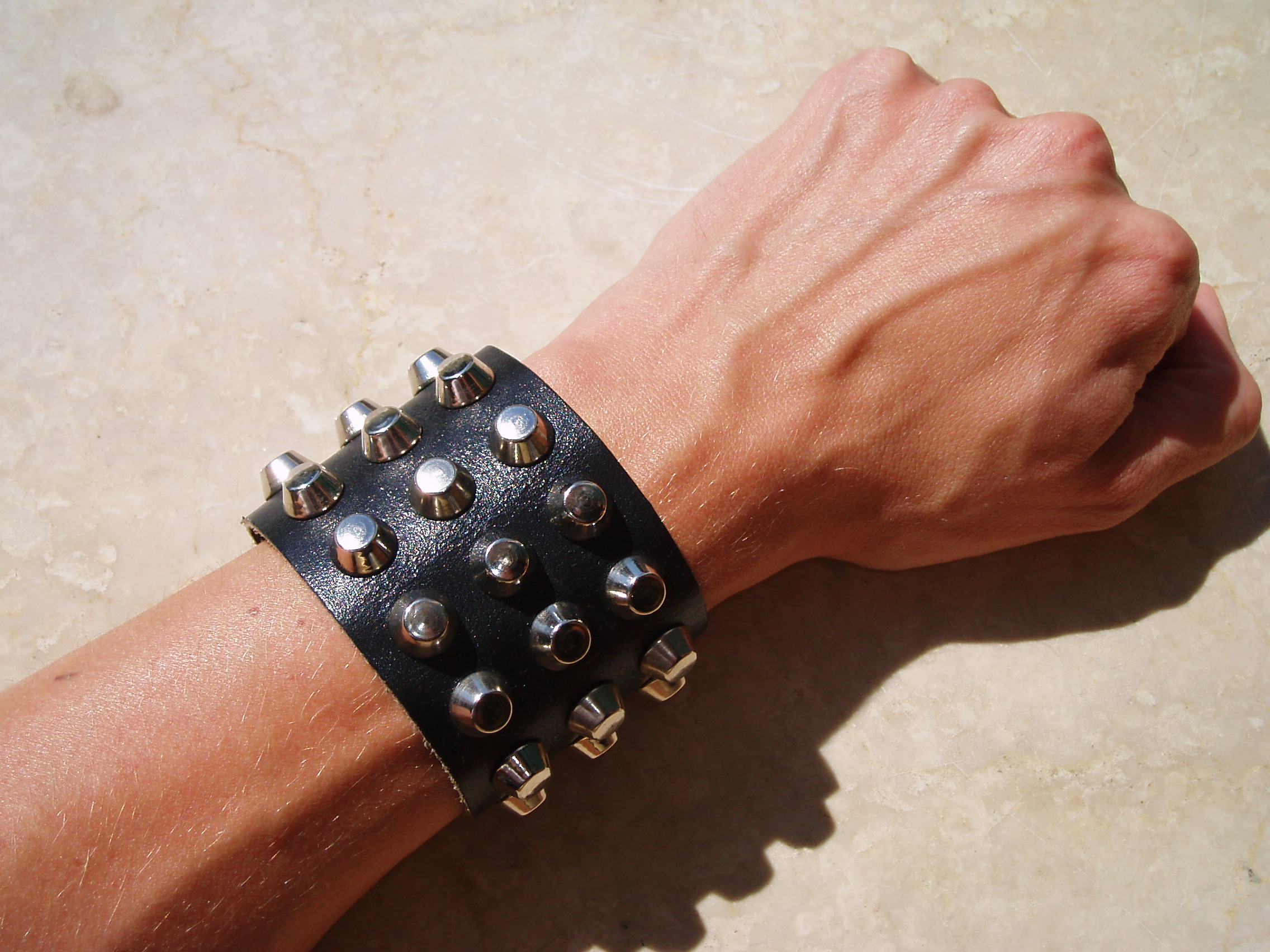
Le borchie, un tipico dettaglio metallaro dai primi anni ottanta

Il termine metallaro identifica una tipologia di persone appassionate della sottocultura caratterizzata dall'interesse per la musica heavy metal, le band esponenti di tale genere e le tematiche da esso trattate.
Vestiario e accessori tipici del cosiddetto metallaro sono un giubbotto in pelle nera (il chiodo), ma anche bianco o rosso, indossato in estate e inverno, stivali o sneakers, jeans, catene e borchie, capelli lunghi e tatuaggi.
Il termine viene utilizzato anche per riferirsi al cosiddetto "movimento metal".

## Nel mondo

### Italia

Dossier metallari a Milano, 1981

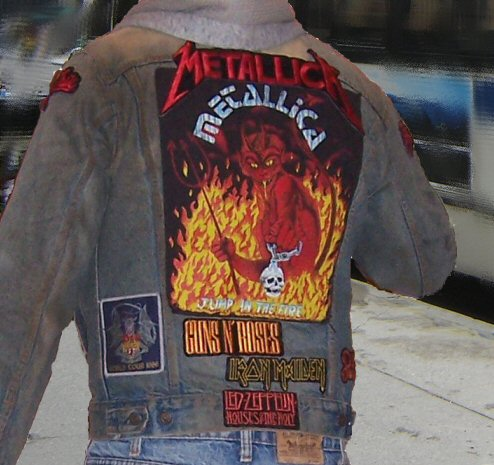
Giubbotto in jeans, personalizzato con riferimenti ai principali gruppi heavy metal

Il "movimento Metallaro" nacque tra la fine degli anni settanta e i primi anni ottanta del XX secolo e fu piena espressione dell'ondata disimpegno che seguì il turbolento e politicizzato degli anni settanta.

D'ispirazione erano i modelli del rock britannico e statunitense di status e agli eccessi delle rockstar propagati dalle radio e televisioni.
Ebbe dapprima particolare diffusione nella città di Milano, dove i giovani di vari quartieri difficili (come ad esempio Lorenteggio, Barona, Baggio, Lampugnano, San Siro, Quarto Oggiaro), avevano in comune la passione per la musica heavy metal e le aggregazioni presso i locali tematici hard rock, i concerti dal vivo e le mete internazionali per i festival musicali del settore, principalmente in Inghilterra, Francia, Germania ed Olanda.

Questo incontro favorì un'uniformità identificativa nel comportamento, aspirazioni e vestiario, perlopiù in stile rocker angloamericano. Iniziarono i ritrovi pomeridiani nel centro di Milano nella zona di Via Torino presso negozi di strumenti musicali, di dischi o di vestiario, ovvero il tipico giubbotto di origine motociclistica in pelle detto chiodo (spesso rivestito da una giacca di jeans personalizzata con scritte, spille e pezze), stivali o sneakers, jeans, catene e borchie, dalle quali, assieme alla passione per la musica metal, scaturì l'appellativo di Metallaro.
Nella metà degli anni ottanta si ebbero scontri e aggressioni, comprese risse e vandalismi, soprattutto all'uscita dei locali e nei luoghi di aggregazione delle bande violati da altri gruppi. Gli episodi di cronaca scaturivano dalla pura rivalità tra gruppi che non da una vera contrapposizione ideologica.

Nota infatti la spartizione territoriale attorno alla chiesa di Santa Croce, con l'omonima piazza luogo di ritrovo per paninari, e l'adiacente piazza Vetra ai Metallari, o la spartizione di corso Vittorio Emanuele con paninari e la spartizione della Piazza delle colonne di San Lorenzo con gli skinhead.
Al movimento seguì la fioritura di riviste dedicate, tra esse Metal Hammer, Metal Shock ed altre ad origine anglosassone o germanica, con una discreta tiratura.